# Lumière, l'aventure continue
Pour plus de détails, voir Fiche technique et Distribution.
Lumière, l'aventure continue est un documentaire français réalisé par Thierry Frémaux et sorti en 2025. Le film est un montage de 120 films tournés par Auguste et Louis Lumière, comme Lumière ! L'aventure commence.

## Description
Regroupés par année ou par thème, avec un commentaire en voix off de Thierry Frémaux, ces films constituent un témoignage des débuts du cinéma, de 1895 jusqu'au début des années 1900. Le commentaire, sur une musique de Gabriel Fauré, compositeur contemporain des films, souligne les innovations présentes dans ces films, la qualité du cadre et la valeur esthétique des films, sans cacher les défauts techniques de certains d'entre eux.
Le film s'achève par la reconstitution du premier film des frères Lumière, La Sortie de l'usine Lumière à Lyon, dirigée par Francis Ford Coppola, se terminant sur une image fixe du cinéaste Bertrand Tavernier, à qui le film est dédié.

## Fiche technique
- Titre original : Lumière, l'aventure continue
- Réalisation : Thierry Frémaux
- Commentaire : Thierry Frémaux
- Production : Maelle Arnaud, Nathanaël Karmitz
- Montage : Jonathan Cayssials, Thierry Frémaux et Simon Gemelli
- Société de production :
- Société de distribution :
- Musique : Gabriel Fauré
- Budget :
- Pays de production :  France
- Langue originale : français
- Durée : 104 minutes
- Format : noir et blanc
- Genre : documentaire
- Dates de sortie :
  - France : 19 mars 2025

## Distribution
- Thierry Frémaux : narrateur
- Auguste et Louis Lumière : eux-mêmes (images d'archives)

Acteurs principaux
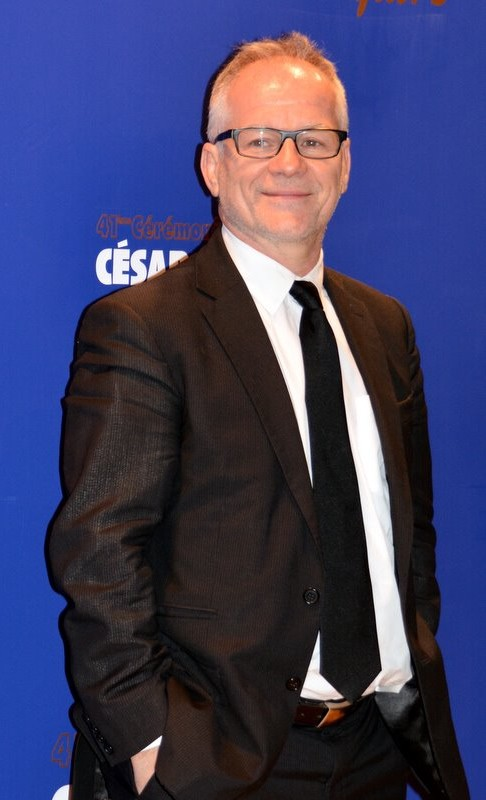
Thierry Frémaux.
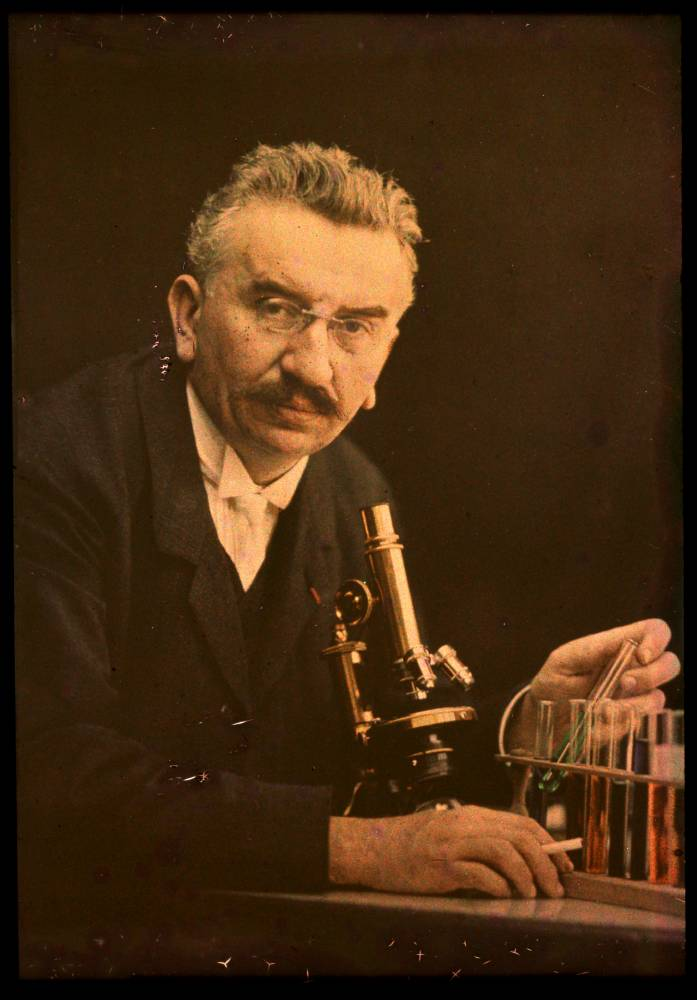
Louis Lumière.
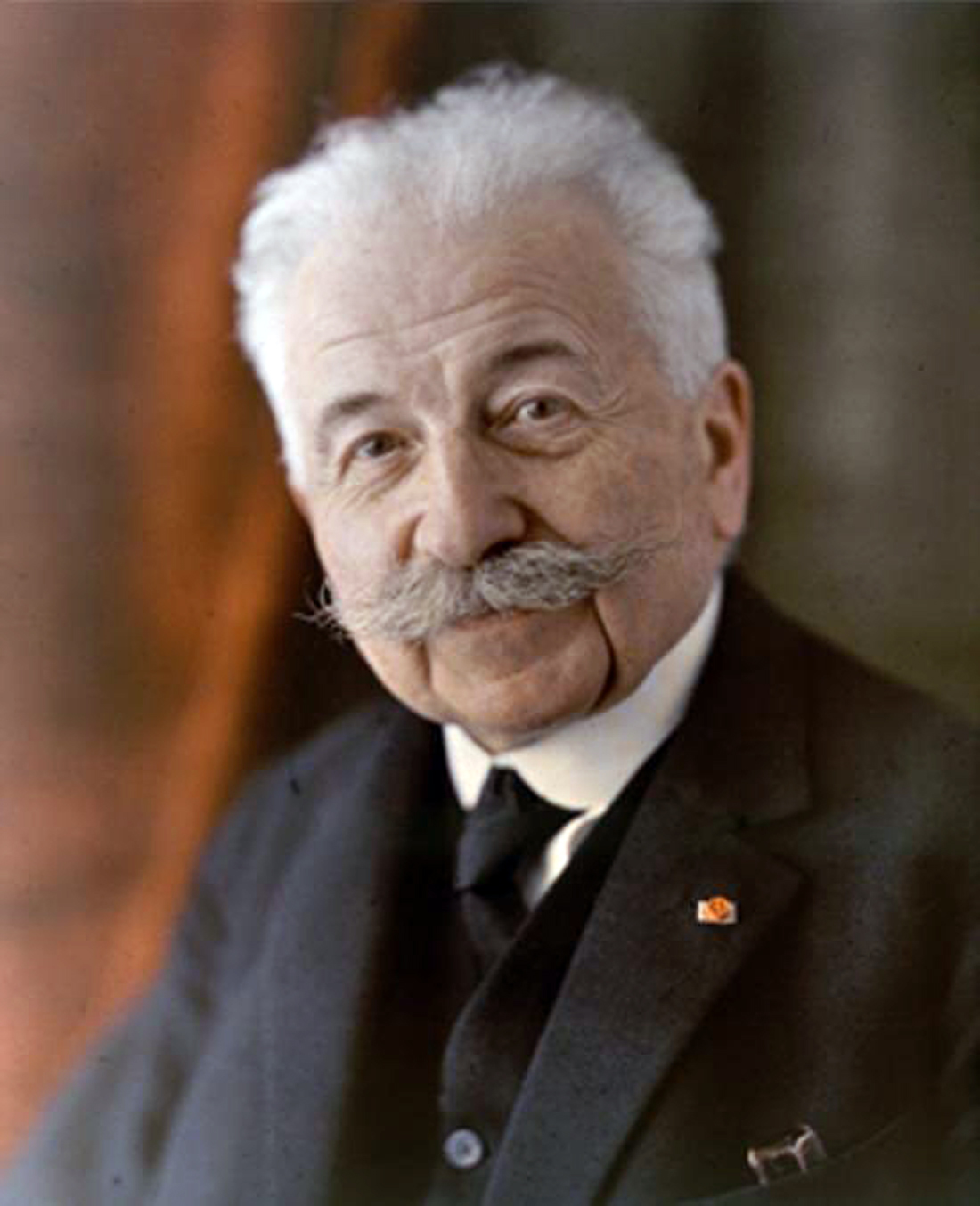
Auguste Lumière.

## Production
Le film fait suite à Lumière ! L'aventure commence, premier montage des films des frères Lumière réalisé par Thierry Frémaux.

## Sortie et accueil
Le film reçoit un bon accueil critique, avec une note moyenne de 4,1 sur le site Allociné.